# Bregi Zabočki
Bregi Zabočki is een plaats in de gemeente Zabok in de Kroatische provincie Krapina-Zagorje. De plaats telt 229 inwoners (2001).